# ACME (Earlsdon)

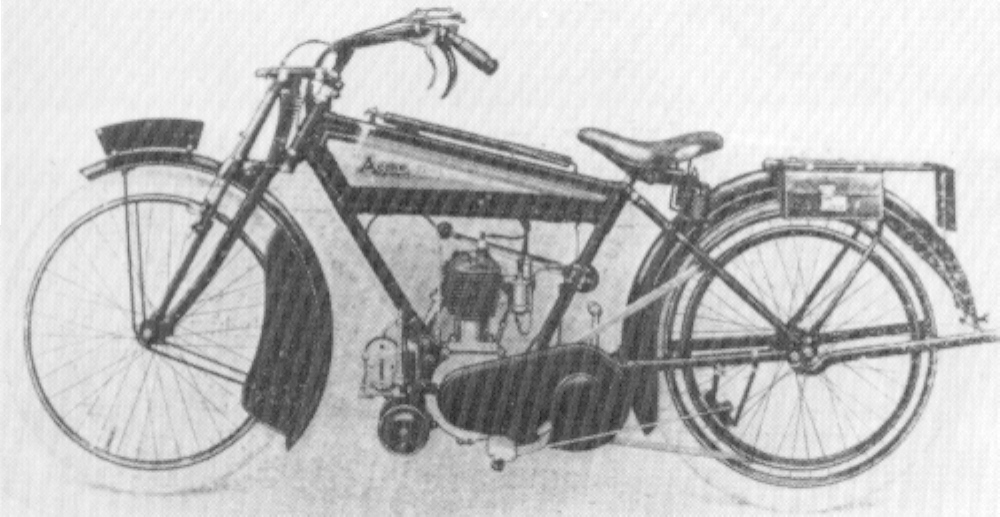
ACME uit 1922 met een 293 cc JAP-motor.

ACME is een historisch merk van motorfietsen.
De bedrijfsnaam was Coventry ACME Motor Co. Ltd., Earlsdon. Coventry.
Het was een Engels motormerk dat in 1902 motorfietsen ging produceren, oorspronkelijk met Minerva- en Automoto-inbouwmotoren. Men maakte ook een 3 pk model met een eigen motorblok. In 1904 werden de Automoto motoren in licentie door Acme geproduceerd. In 1908 werden twee machines ingezet in de TT van Man, maar nadat ze uitgevallen waren nam ACME nooit meer aan deze wedstrijd deel.
Na een onderbreking van de productie tijdens de Eerste Wereldoorlog begon men ook eigen 350- en 1000 cc V-twins te bouwen, maar er werden ook inbouwmotoren van JAP gekocht. In 1920 verscheen een 976 cc V-twin met een drieversnellingsbak en kettingaandrijving. In 1921 kwam daar een 2¾ pk eencilinder met twee versnellingen bij. Deze machines waren al bijna identiek van die van Rex, dat ook in Earlsdon gevestigd was. In 1922 werden beide bedrijven samengevoegd tot het nieuwe merk Rex-ACME.
- Er was nog een merk met de naam ACME, zie ACME (Sydney)